# 少年特攻隊
《少年特攻隊》是臺灣電視公司（台視）的一個綜藝節目，友松傳播製作，製作人薛聖棻、陳俊良、蘇建宏，監製胡漢新。前身為藍心湄、竇智孔、小嫻、李李仁和黃嘉千主持的《台灣風雲榜》，在5566的孫協志和王仁甫入主之後徹底改變節目型態並改名為《少年特攻隊》。節目型態是由5566帶領觀眾體驗遊戲關卡。經常到臺北、桃園、臺中、基隆等台灣著名地方取景。但在之後因為型態調整，2007年3月11日起《少年特攻隊》更改節目型態，單元也換成由藝人和觀眾跳舞為主的〈超級舞林大會〉，最末代之節目為2007年9月30日起改名的《超級星星星》。

## 歷任主持人
- 第一任：孫協志、王仁甫
- 第二任：孫協志、王仁甫、許孟哲、王少偉
- 第三任：孫協志、王仁甫、許孟哲、王少偉、陳仙梅
- 第四任：孫協志、王仁甫、許孟哲、王少偉、陳仙梅、佐藤麻衣
- 第五任：孫協志、王仁甫、許孟哲、王少偉、佐藤麻衣

## 曾代班主持人
1.2003年10月，因許孟哲要趕拍《西街少年》，由師弟TORO代班一集。
2.在2004年12月及2005年1月，因許孟哲生病無法參與錄影，由師弟顏行書代班四集。
3.在2005年5月，因王少偉要趕拍王子變青蛙，由師弟顏行書代班一集。
4.在2006年6月，因王仁甫赴上海拍攝食神，由師弟明道代班一集。
5.在2006年8至10月，因孫協志赴上海拍攝魔劍生死棋，由師弟明道代班四集。

## 曾播出的單元
- 愛情列車長

節目分為協志隊和仁甫隊，比賽誰先到製作單位所設定的終點，勝利方可獲得新臺幣十萬元。
- 兩隊PK

分為協志隊和仁甫隊，到各大遊樂場進行遊戲，積分多的隊伍就會獲勝隊伍，獲勝隊伍可獲得新臺幣十萬元，輸的隊伍必須吃『壓驚』的中藥懲罰。
- 超級舞林大會

- 可比大明星

## 常來的來賓
- 彭曉彤  共二十四期
- 佳峰  共二十三期
- 蕭立揚  共二十期
- 宋智愛（鄭佳瑜）  共十七期
- 瑪格麗特，潘慧如  共十六期
- 顏行書，趙虹喬（趙小僑），黄玉榮，GIGI，曾婉華  共十五期
- 明道，Darren，李沛旭  共十四期
- KIDO，加愛子  共十三期
- 郭世綸，李冠儀  共十二期
- 徐可  共十一期
- 吳懷恩  共十期
- 陳立芹，連靜雯  共九期
- 陳喬恩，祝釩剛，童童  共八期
- 賴薇如，屈旻潔，安東尼，湯鈞禧，大炳  共七期

## 外部連結
- 節目官網 （页面存档备份，存于）